# Девриен, Альфред Фёдорович
Альфред Фёдорович Девриен (1842—1920) — русский издатель швейцарского происхождения.

## Биография
Родился в 1842 году в Лозанне (в соседнем Уши), Швейцарии.
Изучал книжное дело в Германии и Франции. В 1860-х годах работал в известных издательских фирмах Вены, Парижа, Лондона, Берлина. В 1867 году М. О. Вольф пригласил его в качестве управляющего иностранным отделом в свой книжный магазин в Санкт-Петербурге. Спустя пять лет, в 1872 году, Девриен организовал в России книжное издательство по выпуску литературы по сельскому хозяйству и естественным наукам. Сразу он начал издавать переводы новейших трудов; с 1882 года стал выходить журнал «Вестник садоводства, плодоводства и огородничества» (в 1882—1889 годах — совместно с издательством К. Л. Риккера). В 1903 году совместно с сыновьями А. А. и В. А. Девриенами преобразовал издательство в Торговый дом «А. Ф. Девриен».
Первоначально магазин Девриена располагался на 3-й линии Васильевского острова (дом 8), затем он приобрёл и перестроил четырёхэтажный дом на 2-й линии (дом 1), напротив Румянцевского сада. Главная контора издательства А. Ф. Девриена располагалась на 4-й линии (дом 13).
Издавал, в основном, литературу по сельскому хозяйству, естествознанию и географии, а также книги для детей и юношества. В числе изданных фирмой сочинений: «Справочная книга русского сельского хозяина» (1892), «Россия. Полное географическое описание нашего отечества» под редакцией П. П. Семёнова-Тян-Шанского (в 1899—1914 гг. вышло 19 томов, издание не закончено), «Полная энциклопедия русского сельского хозяйства» (в 11 томах, СПб., 1900—1912), «Энциклопедия русского лесного хозяйства» (2 т., СПб., 1904—1905), «Учебник агрономии» С. М. Богданова, «Почвоведение» К. Д. Глинки, «Птицы Европы» Н. А. Холодковского и А. А. Силантьева (1901), «Русские лекарственные травы» В. Варлиха (1912), «Атлас бабочек и гусениц Европы» (1913), «Жуки России и Западной Европы» «Прямокрылые и ложносетчатокрылые Российской империи и сопредельных стран» Г. Якобсона и В. Бианки (СПб., 1904—1905), «Жуки России и Западной Европы» Г. Якобсона. Из переводных сочинений: «Жизнь моря» К. Келлера (1897), «Жизнь пресных вод» К. Ламперта (1899), «Царство минералов» Р. Браунса (1906), «Животный мир Европы» Гааве (в 3 тт., 1900—1902), «Животный мир», Гофмана, «Ботанический атлас» и его же, «Атлас бабочек Европы», Гесдерфера, «Комнатное садоводство». Книги из серии «Путешествия» — посвященные выдающимся русским и европейским путешественникам: Н. М. Пржевальскому, В. Е. и Г. Е. Грум-Гржимайло, Г. Н. Потанину, Ф. Нансену, Свен-Гедину и др. — Министерство народного просвещения рекомендовало для награждения учащихся гимназических и реальных училищ. Всего было выпущено около 1500 названий книг.
В 1917 году Девриен покинул Россию, а предприятие было национализировано.
Умер 6 октября 1920 года в Ньоне. В начале 1920-х годов в Берлине его сын издавал книги под маркой «Изд-во А. Ф. Девриена».